# 4番サード
『4番サード』（よばんサード）は、青山剛昌の漫画作品。『週刊少年サンデー』1991年1月増刊号から1993年2月増刊号まで全6話が不定期で掲載された。

## あらすじ
長島茂雄はどこにでもいる普通の野球少年。彼はミスタージャイアンツ・長嶋茂雄と同姓同名だという理由だけでサード、しかも4番打者に抜擢されてしまう。
チームメイトの期待に応えられず落ち込む長島は、ある日名園運動具店という見覚えの無い店に立ち寄る。長嶋茂雄のように打ちたいと話す長島に店主は「どんな球でも打てる神様のバットがある、欲しければ今夜0時にここに来なさい」と言う。しかし、長島が0時に名園運動具店の前で遭遇したのは背番号14の読売ジャイアンツのユニフォームを着た男だった。その男は神様にもらったというバットを長島に託し、去る。「ユニフォームのポケットにお金を入れなければ威力は発揮されない」という神様のバットを手にした長島は、やがて甲子園予選を迎える。

## 主な登場人物

### 主要人物
長島茂雄（ながしましげお）
長嶋茂雄と同姓同名の主人公。港南高校2年生。4番サードに抜擢され、人一倍練習していたが結果が残せず悩んでいた。ある日、沢村栄治がベーブ・ルースから貰ったという“神様のバット”（ただし、金をポケットに入れないと力は発揮できない）を手にし、豪快な打撃を手に入れ、ここぞというときに逆転打やサヨナラ打を放ちチームを甲子園に導いた。甲子園でも、数々の殊勲打を放ち、チームを決勝へ導く。決勝では、今大会一本もヒットを打たれていない大金高校のエース稲尾一久から、8回ウラにバットを折りながらもショートヘ内野安打を放った。長島は、ベーブ・ルースのバットが折れてしまったことで、以前の結果が残せなかったころの自分に戻ってしまうのではないかと思い、ひどく落胆してしまう。9回ウラ2アウト満塁で打順が回ってきたときもベンチ前から動けなかった。その様子を見ていた江夏豊から、試合後にプレゼントするつもりだったバットをスタンドから渡され、励ましの言葉を受けた。気持ちを持ち直した長島は稲尾一久からサヨナラ逆転満塁ホームランを放ち、港南高校の甲子園初優勝を自らのバットで決めた。サヨナラホームランを打った直後、運動店の店主から、バットの力でなく自分の実力で打っていたことを、スタンドから知らされる。ポケットに入れていた金はプレッシャーに負けて、力が出せなかった長島に暗示をかけていたときの授業料であった。
高校野球では、正三塁手の背番号は「5」が一般的だが長島の背番号は「3」である。神様のバットを使う時にユニフォームに入れる為の金を稼ぐため、景虎という喫茶店でバイトをしていた。
名園運動具店の店主
長島にベーブ・ルースのバット、稲尾一久に沢村栄治のグローブを渡した人物。
長島・稲尾の試合を観客席で観戦し、ベーブ・ルースと沢村栄治の再対決（長島と稲尾の対決）を待ち望んでいる。
江夏豊（えなつゆたか）
景虎の店主の娘で、港南高校の女子生徒。名前の由来は江夏豊で、阪神タイガースの熱狂的ファンである父親がつけた。長島に好意を持っているらしく、甲子園に連れていって欲しいと彼に頼む。名探偵コナンの44巻に彼女らしき女の子が登場している。

### 港南高校
有藤（ありとう）
野球部のエースでキャプテン。眼鏡をかけている。名前は有藤通世から。
柳田（やなぎだ）
3年生の一塁手で5番打者。ミスをしても豪快に笑い飛ばすチームのムードメーカー。背番号は「5｣。名前は柳田真宏から。
山岸（やまぎし）
3年生の二塁手。YK学院戦で負傷した。
監督
明るい性格の監督。長島の背番号を「5」ではなく「3」にした。

### 対戦相手校
野村勝哉（のむらかつや）
愛出学院の捕手。頭脳野球を得意とする。長島がポケットにお金を入れていることに気付き、ポケットを破るなど勝利の為には手段を選ばなかった。
名前は野村克也から。
稲尾一久（いなおかずひさ）
大金高校の2年生エースで3番打者。沢村栄治のグローブを手に圧倒的な投球で打者をねじ伏せ、弱小だったチームを甲子園へ導いた。
甲子園準決勝では、完全試合を達成した。決勝では、長島に今大会初ヒットを打たれてしまい、そのリベンジに執念を燃やす。最終回、優勝まであと1人というところまでいったが、長島から三振を奪って優勝を決めるために、わざと3人の打者を四球で歩かせ、長島との勝負を選択する。しかし、サヨナラ逆転満塁ホームランを打たれてしまい、あと一歩のところで優勝を逃してしまう。
金持ちのボンボンしかいない弱小高校を一人で甲子園に導いた、という自負もあり増長。先輩部員に対しても尊大な態度をとり、快進撃とは裏腹にチーム内の雰囲気は最悪であった。決勝で長島に逆転弾を打たれ敗北した際に、同学年のチームメイトにたしなめられて思い上がりを自覚。これまでの非礼を詫び、心を入れ替えた。
沢村のグローブもベーブ･ルースのバット同様ユニフォームのポケットに金を入れなければ威力が発揮できないが、稲尾財閥の御曹司である彼はポケットに金ではなくキャッシュカードを入れていた。
名前は稲尾和久から。

### その他
景虎の店主
長島のバイト先の喫茶店・景虎の店主で、江夏豊の父。熱狂的な阪神ファン。初めは長島を名前の件もあって快く思っていなかったが、やがて娘と港南高校の応援に足を運ぶようになる。球場では長島をくさすような発言を繰り返し、娘から叱られてばかりいたが、港南が優勝を決めた際には娘と抱き合って喜びを分かち合った。
沢村栄治（さわむらえいじ）
長島にベーブ･ルースのバットを譲った、かつての日本のエース。名前は沢村栄から。
長島の母
江古田高校戦の朝、ポケットに入れる為のお金が無かった長島は彼女から小遣いを前借りした。

## サブタイトル
- 奇跡のバット - 週刊少年サンデー1991年1月増刊号に掲載
- 甲子園に連れてって - 週刊少年サンデー1991年5月増刊号に掲載
- 自信をもって - 週刊少年サンデー1991年10月増刊号に掲載
- 打倒!頭脳野球 - 週刊少年サンデー1992年4月増刊号に掲載
- 怒りの一打 - 週刊少年サンデー1993年1月増刊号に掲載
- 伝説の対決 - 週刊少年サンデー1993年2月増刊号に掲載

## 単行本
- 少年サンデーコミックス 1993年4月15日 ISBN 4-09-123171-3
- 少年サンデーブックス 2000年1月15日発行 ISBN 4-09-121846-6
- 小学館文庫 2003年10月発行 ISBN 4-09-193481-1

## 他作品とのリンク
本作と同じく青山剛昌の漫画作品とはいくつかのリンクが見られる。
『名探偵コナン』「甲子園の奇跡!見えない悪魔に負けず嫌い」
単行本第43巻 - 第44巻収録エピソード（アニメ第383話）
本作品と『コナン』を結びつけたエピソード。作中では、1年後の夏の甲子園大会決勝でも港南高校と大金高校が対戦し、長島と稲尾の対決が実現している（港南高校と大金高校は本作本編の甲子園決勝の後、春の大会でも決勝で対決しており、その時は大金高校が優勝しているという設定。
また、『名探偵コナン』や『まじっく快斗』内に本作品で登場した高校名が登場している。
港南高校
本作品では主人公長島茂雄などが通う高校。
『名探偵コナン』に登場するアイドル・沖野ヨーコ（単行本第1巻収録、アニメ第3話「アイドル密室殺人事件」より）や、ビッグ大阪の比護隆佑の出身という設定がある。
江古田高校
本作の第1話に登場した高校
漫画『まじっく快斗』の主人公たちが通う高校である。